# Jadwiga Dąbrowska
Jadwiga Dąbrowska (ur. 15 października 1891 w Poturzynie k. Tomaszowa Lubelskiego, zm. 12 marca 1982 w Płocku) – bibliotekarka polska, bibliograf, redaktor „Urzędowego Wykazu Druków” i „Przewodnika Bibliograficznego”.

## Życiorys
Była córką Franciszka, urzędnika cukrowni, i Felicji Anny z Lubińskich. W 1910 ukończyła prywatne gimnazjum Haliny Gepnerówny w Warszawie. Kilka kolejnych lat spędziła w Ciechanowie, gdzie opiekowała się chorą matką. Po śmierci obojga rodziców w 1914 podjęła pracę zawodową w warszawskim biurze Zarządu Cukrowni Krasiniec i Młodzieszyn. Po likwidacji biura, w obliczu zbliżania się do Warszawy wojsk niemieckich, w sierpniu 1915 przeniosła się do rodziny w Kijowie. Tamże pracowała w filii Centralnego Komitetu Opiekuńczego nad Wygnańcami. W Kijowie przeżyła nie tylko wydarzenia kolejnych rewolucji rosyjskich, ale także dramat osobisty – nagłą śmierć narzeczonego na miesiąc przed planowanym ślubem; do końca długiego życia nie zdecydowała się na założenie rodziny.

## Praca zawodowa
Latem 1918 Jadwiga Dąbrowska powróciła do Warszawy i zdecydowała się na pracę bibliotekarską. Przez rok praktykowała w Bibliotece Ordynacji Krasińskich i Centralnej Bibliotece Wojskowej, by pod koniec 1919 wyjechać do Poznania na kurs dla kandydatów do pracy w bibliotekach naukowych zorganizowany przez dyrektora Biblioteki Uniwersytetu Poznańskiego Edwarda Kuntzego. W 1920 zdała w Poznaniu stosowny egzamin i otrzymała etat w poznańskiej Bibliotece Uniwersyteckiej. Pracę łączyła ze studiami polonistycznymi na Wydziale Filozoficznym. We wrześniu 1922 otrzymała urlop na dokończenie studiów i przeniosła się na Uniwersytet Warszawski, podejmując zarazem ponownie pracę w Bibliotece Ordynacji Krasińskich. W 1924 zatrudniona została w redakcji „Przewodnika Księgarskiego”, gdzie pracowała pod kierunkiem Jana Muszkowskiego. Również z Muszkowskim współpracowała w latach 1925–1929 przy gromadzeniu i opracowywaniu materiałów do Bibliografii polskiej 1901-1925 mającej stanowić kontynuację dzieła Karola Estreichera i przygotowywanej przez Komisję Bibliograficzną Towarzystwa Naukowego Warszawskiego.

### Biblioteka Narodowa
1 września 1927 zatrudniona została w powstającej Bibliotece Narodowej. Współtwórca tej instytucji Stefan Demby, wówczas naczelnik Wydziału Bibliotek w Ministerstwie Wyznań Religijnych i Oświecenia Publicznego, powierzył Jadwidze Dąbrowskiej kierownictwo Biura Rejestracji Druków w tymże wydziale, stanowiącego zalążek przyszłego Instytutu Bibliograficznego Biblioteki Narodowej. W krótkim czasie Dąbrowska przygotowała stałą rejestrację bieżącej polskiej produkcji wydawniczej, która zaczęła się ukazywać od 1928 jako „Urzędowy Wykaz Druków Wydawanych w Rzeczypospolitej Polskiej”. Periodyk, którego redaktorem została Jadwiga Dąbrowska, do 1931 miał charakter kwartalnika, następnie tygodnika; uzupełniany był „Urzędowym Wykazem Czasopism” i „Wykazem Druków Polskich lub Polski Dotyczących Wydanych za Granicą”. Dąbrowska przygotowywała również, na potrzeby Wydziału Bibliotek Ministerstwa Wyznań Religijnych i Oświecenia Publicznego, dane statystyczne dotyczące wychodzących druków.
Zdaniem Dąbrowskiej, „Urzędowy Wykaz Druków”, by stać się podstawą do przyszłej bibliografii narodowej, miał obowiązek rejestracji całości polskiej produkcji wydawniczej – druków zwartych, czasopism, druków mniejszości narodowych, poloników zagranicznych – bez względu na objętość, jak również bez względu na wartość naukową. W kwestii tej polemizowała ze znanym bibliografem Władysławem Tadeuszem Wisłockim, który redagował wcześniej we Lwowie „Przewodnik Bibliograficzny” i uważał, że właśnie „Przewodnik” spełnia zadania bibliografii narodowej. Dąbrowska i Wisłocki toczyli polemikę w sekcji bibliograficznej II Zjazdu Bibliotekarzy Polskich w Poznaniu (maj–czerwiec 1929), czego pozostałością jest m.in. artykuł Jadwigi Dąbrowskiej Rejestracja bieżącej produkcji wydawniczej („Przegląd Biblioteczny”, 1929, zeszyt 3). Rok wcześniej, na I Zjeździe Bibliotekarzy Polskich, wygłosiła komunikat Stan obecny prac nad bibliografią polską 1900–1915 opublikowany w Pamiętniku I Zjazdu Bibliotekarzy Polskich (Lwów 1929).
Od 1933 uczestniczyła w pracach międzynarodowego wydawnictwa „Index Translationum” przygotowywanego w Paryżu wykazu tłumaczeń literatury na języki obce, powołanego dla ochrony praw autorskich. Dąbrowska prowadziła dział narodowy „Index Translationum” i przesyłała do centralnej redakcji materiał polski. Wydawnictwu temu poświęciła recenzję Index Translationum. Répertoire international des traductions nos 1–12, Paris 1932–1934. Société des Nations, Institut International de Cooperation Intellectuelle („Przegląd Biblioteczny”, 1935, zeszyt 3), w którym przedstawiła genezę i cele periodyku ukazującego się nadal w XXI wieku pod auspicjami UNESCO.
Dąbrowska uczestniczyła w wypracowaniu koncepcji działania Instytutu Bibliograficznego Biblioteki Narodowej. Nawiązując do swojej wcześniejszej wspólnej pracy z Janem Muszkowskim nad bibliografią narodową pierwszego ćwierćwiecza XX stulecia, w 1931 przygotowała projekt prac nad bibliografią polską za lata 1926–1930. Wspólnie z dyrektorem Stefanem Dembym zajmowała się doborem pracowników Instytutu, wśród których były m.in. Władysława Borkowska i Maria Danilewicz Zielińska, a także szkoleniami kadry. W 1937, po przekształceniach przeprowadzonych przez nowego dyrektora Biblioteki Narodowej Stefana Vrtel-Wierczyńskiego, dział od dziesięciu lat kierowany przez Dąbrowską otrzymał nazwę Oddziału Rejestracji Bieżącej Druków. Zajmowano się tam nie tylko redakcją „Urzędowego Wykazu Druków”, ale także udzielano porad bibliograficznych, prowadzono akcesję egzemplarza obowiązkowego (dbając szczególnie o kompletność materiału, co wiązało się z licznymi reklamacjami dotyczącymi druków nienadesłanych) i sporządzano kwartalne statystyki druków. Sama Jadwiga Dąbrowska prowadziła prace nad doskonaleniem zasad opisu bibliograficznego oraz układu bibliografii.
W maju 1930 komisja kwalifikacyjna Ministerstwa Wyznań Religijnych i Oświecenia Publicznego nadała jej stopień adiunkta bibliotecznego. W latach 1930–1932 Dąbrowska była asystentką Jana Muszkowskiego przy Katedrze Bibliografii Wolnej Wszechnicy Polskiej. Jako aktywna działaczka Związku Bibliotekarzy Polskich niemal od początku istnienia organizacji uczestniczyła nie tylko w zjazdach krajowych, ale i w I Światowym Kongresie Bibliotekarzy w Rzymie w 1929. W 1933 brała udział w przygotowaniu wystawy Towarzystwa Szerzenia Sztuki Polskiej wśród Obcych „Książka polska za granicą 1900–1933”.

### Wrzesień 1939
We wrześniu 1939 uczestniczyła w zabezpieczaniu zbiorów Biblioteki Narodowej, przez pewien czas zajmowała się też porządkowaniem materiałów do zawieszonego przez wydarzenia wojenne „Urzędowego Wykazu Druków”. Po kilkumiesięcznym okresie zamknięcia Biblioteki Narodowej przez władze okupacyjne powróciła do pracy w lipcu 1940, kiedy jej instytucja oficjalnie została przemianowana na Staatsbibliothek Warschau Abteilung II. Dąbrowska nadal zajmowała się gromadzeniem egzemplarza obowiązkowego – druków wydawanych na terenie Generalnego Gubernatorstwa. Aktywnie włączyła się do życia konspiracyjnego, przygotowywała m.in. rękopiśmienną bibliografię uwzględniającą książki konfiskowane przez Niemców, kompletowała druki konspiracyjne. Część skonfiskowanych książek przekazywała na potrzeby tajnego nauczania, umożliwiała też wypożyczanie dzieł naukowych. Była także pośredniczką w przekazywaniu fałszywych dokumentów dla osób pochodzenia żydowskiego.

### Po wojnie
Po powstaniu warszawskim przez dwa miesiące pracowała w Zakładzie dla Niewidomych w Laskach. Schyłek wojny spędziła pod Krakowem, by od lutego 1945 podjąć w Bibliotece Jagiellońskiej gromadzenie egzemplarza obowiązkowego z drukarń krakowskich na potrzeby Biblioteki Narodowej. Do Warszawy powróciła w czerwcu 1945 i przystąpiła do pracy nad „Urzędowym Wykazem Druków”, początkowo w formie kartotek. Udało się jej doprowadzić do wznowienia publikowania wykazu w 1946, noszącego nowy tytuł – „Przewodnik Bibliograficzny. Urzędowy Wykaz Druków” (regularny status tygodnika periodyk odzyskał w 1948). „Przewodnik Bibliograficzny” poddawany był stałym doskonaleniom, dodano m.in. symbole klasyfikacji dziesiętnej, hasła przedmiotowe, a w 1957 alfabetyczne indeksy miesięczne i roczne.
W latach powojennych, w Instytucie Bibliograficznym pod dyrekcją kolejno Adama Łysakowskiego i Heleny Hleb-Koszańskiej, Jadwiga Dąbrowska kierowała jednostką o nazwie Zakład Bibliografii Bieżącej Ogólnej. W 1968 zakład ten zatrudniał łącznie 17 osób w sekcjach wpływu i opisu zasadniczego, opracowania rzeczowego, opracowania redakcyjnego, indeksów. Zajmowano się także nadal prowadzeniem statystyk druków oraz współpracowano z „Index Translationum”. Do chwili przejścia na emeryturę – 30 marca 1968 – Jadwiga Dąbrowska redagowała 12 roczników „Urzędowego Wykazu Druków”
(1928–1939) i 24 roczniki „Przewodnika Bibliograficznego” (1946–1968).

## Lata ostatnie
Interesowała się losami Biblioteki Narodowej, Instytutu Bibliograficznego i „Przewodnika Bibliograficznego” także na emeryturze. Ostatnie lata życia spędziła w Płocku, gdzie zmarła 12 marca 1982. Pochowana została na Cmentarzu w Laskach pod Warszawą.
Maria Danilewicz-Zielińska wspominała swoją dawną przełożoną:

...była i będzie dla mnie zawsze uosobieniem tajemniczych atrakcji zawodu bibliotekarskiego. Potrafiła nam narzucać potrzebę systematyczności i akuratności sprzeczną z naturalnymi instynktami ludzkimi, rozbudzała podejrzliwość nakazującą sprawdzanie wątpliwości, zamieniała nudne i monotonne prace nad opisami broszur czy przekładów w rozwiązywanie pasjonujących zagadek, przekonywająco ukazywała sens pracy i jej głębsze socjologiczne aspekty.

## Odznaczenia
- Krzyż Komandorski Orderu Odrodzenia Polski,
- Krzyż Oficerski Orderu Odrodzenia Polski (15 lipca 1954)[2],
- Krzyż Kawalerski Orderu Odrodzenia Polski (1948),
- Złoty Krzyż Zasługi (1938),
- Medal 10-lecia Polski Ludowej (22 lipca 1956)[3].